# FK Vologda
Futbolnyj klub Vologda (rusky: Футбольный клуб Вологда) byl ruský fotbalový klub sídlící ve městě Vologda. Klub byl založen v roce 2010 jako SDJUŠOR-Investstroj Vologda, zanikl v roce 2014 lvůli finančním problémům.

## Historické názvy
- 2010 – FK SDJUŠOR-Investstroj Vologda
- 2011 – FK Vologda

## Umístění v jednotlivých sezonách
| Sezóny  | Liga                                 | Úroveň | Z  | V | R | P  | VG | OG | +/- | B  | Pozice |
| ------- | ------------------------------------ | ------ | -- | - | - | -- | -- | -- | --- | -- | ------ |
| 2010    | Tretij divizion – sk. Zolotoje kolco | 4      | 16 | 7 | 6 | 3  | 24 | 11 | +13 | 27 | 3.     |
| 2011/12 | Tretij divizion – sk. Zolotoje kolco | 4      | 18 | 9 | 6 | 3  | 37 | 14 | +23 | 33 | 2.     |
| 2012/13 | PFL – sk. Zapad                      | 3      | 26 | 7 | 3 | 16 | 25 | 37 | -12 | 24 | 11.    |
| 2013/14 | PFL – sk. Zapad                      | 3      | 32 | 7 | 8 | 17 | 34 | 49 | -15 | 29 | 15.    |